# Alex Baldolini
Alex Baldolini (Cesena, Italia, 24 de enero de 1985) es un piloto de motocicletas italiano.

## Biografía
Ha residido siempre en la ciudad de Pésaro, (Marche). Estudió Ciencias de la Comunicación. Sus primeros pasos en el mundo de la motocicleta los realizó, como otros muchos pilotos con una minimoto. Su padre le transmitió la pasión hacia los rabos por el mundo de la velocidad y la competición. A los 8 años empezó a competir a nivel regional y nacional. En 1999 dio el salto a las motos de velocidad y participó en el Campeonato Italiano de Velocidad, con una Honda. El año siguiente cambió a Aprilia quedando cuarto en la clasificación general. El mismo año hizo su debut en el mundial en el Gran Premio de Italia en el circuito de Mugello.
En 2001 quedó tercero en el Campeonato Europeo de Velocidad y séptimo en el italiano. 2002 fue la primera temporada completa en el campeonato del Mundo de Motociclismo con el equipo UGT Abruzzo. Su altura fue el máximo "rival" que tuvo Alex en la categoría de 125cc, obligándole a dar el salto a la categoría de 250cc. 2003 fue un año de adaptación a la nueva cilindrada, debutó con el equipo Matteoni Racing y finalizó 17.º en la clasificación general. En 2004 continuó con la escuadra de Massimo Matteoni y finalizó 18.º. En 2005 decidió cambiar de equipo, corrió con Campetella Racing. Una temporada de altos y bajos donde su mejor actuación fue en el GP de Montmeló en la que terminó 10.º. En 2006 regresa de nuevo con Massimo Matteoni donde finalizó en la 16.º posición final. La temporada 2007 corrió con el equipo alemán Kiefer Bos Racing. Durante todo el año tuvo problemas en la moto y, pese no acabar la mayoría de carreras a causa de fallos mecánicos, su mejor posición fue 13.º. Demostró que podía ir fuerte en agua, como demostró en el Warm Up de Motegi. En esa carrera se vio involucrado en una caída múltiple en la primera curva.
En el 2008, Alex Baldolini participó en el mundial de 250cc con el equipo de Massimo Matteoni y en el 2009 se unió al equipo WTR San Marino con una Aprilia LE con la que conquistó buenos resultados.
Fue en el año 2010, con la nueva categoría de Moto2 y con motores iguales para todos los participantes donde Alex pudo exprimir mejor su potencial, de hecho en el Gran Premio de Portugal Alex conquistó su primer podio ya que el italiano cruzó segundo la línea de meta, a tan solo 68 milésimas de Bradl.
En el 2011 Alex dispone de una Suter del equipo Forward Racing.

## Resultados

### Campeonato del Mundo de Motociclismo
Sistema de puntuación de 1993 hasta 2022:
| Posición | 1.º | 2.º | 3.º | 4.º | 5.º | 6.º | 7.º | 8.º | 9.º | 10.º | 11.º | 12.º | 13.º | 14.º | 15.º |
| Puntos   | 25  | 20  | 16  | 13  | 11  | 10  | 9   | 8   | 7   | 6    | 5    | 4    | 3    | 2    | 1    |

#### Carreras por año
| Año    | Categoría | Equipo     | Moto    | 1       | 2       | 3       | 4       | 5       | 6       | 7       | 8       | 9       | 10      | 11      | 12      | 13      | 14      | 15      | 16     | Pos. | Ptos. |
| ------ | --------- | ---------- | ------- | ------- | ------- | ------- | ------- | ------- | ------- | ------- | ------- | ------- | ------- | ------- | ------- | ------- | ------- | ------- | ------ | ---- | ----- |
| 2000   | 125cc     | Honda      | RSA -   | MAL -   | JPN -   | SPA -   | FRA -   | ITA 24  | CAT -   | NED -   | GBR -   | GER -   | CZE -   | POR -   | VAL -   | BRA -   | PAC -   | AUS -   |        | NC   | 0     |
| 2002   | 125cc     | Aprilia    | JPN 14  | RSA 20  | SPA 21  | FRA Ret | ITA 19  | CAT 20  | NED 21  | GBR 18  | GER 19  | CZE WD  | POR Ret | BRA Ret | PAC 26  | MAL 23  | AUS 20  | VAL Ret |        | 34.º | 2     |
| 2003   | 250cc     | Aprilia    | JPN Ret | RSA 12  | SPA 12  | FRA 13  | ITA Ret | CAT Ret | NED 14  | GBR 17  | GER 10  | CZE Ret | POR 14  | BRA Ret | PAC 13  | MAL 10  | AUS Ret | VAL Ret |        | 17.º | 30    |
| 2004   | 250cc     | Aprilia    | RSA Ret | SPA 11  | FRA 15  | ITA Ret | CAT 12  | NED 11  | BRA Ret | GER Ret | GBR 12  | CZE Ret | POR Ret | JPN Ret | QAT 18  | MAL 11  | AUS Ret | VAL 10  |        | 18.º | 30    |
| 2005   | 250cc     | Aprilia    | SPA 13  | POR Ret | CHN 13  | FRA 13  | ITA Ret | CAT 10  | NED Ret | GBR 13  | GER Ret | CZE 23  | JPN 14  | MAL Ret | QAT 20  | AUS Ret | TUR 11  | VAL 18  |        | 18.º | 25    |
| 2006   | 250cc     | Aprilia    | SPA Ret | QAT Ret | TUR 8   | CHN 14  | FRA 19  | ITA Ret | CAT Ret | NED 11  | GBR 16  | GER 11  | CZE WD  | MAL WD  | AUS 18  | JPN 14  | POR Ret | VAL 12  |        | 16.º | 26    |
| 2007   | 250cc     | Aprilia    | QAT 17  | SPA 13  | TUR 14  | CHN Ret | FRA 13  | ITA 14  | CAT 18  | GBR 14  | NED 19  | GER 14  | CZE Ret | RSM Ret | POR Ret | JPN Ret | AUS Ret | MAL 14  | VAL 14 | 22.º | 18    |
| 2008   | 250cc     | Aprilia    | QAT Ret | SPA 11  | POR 12  | CHN Ret | FRA 16  | ITA 12  | CAT 13  | GBR Ret | NED 14  | GER 11  | CZE 15  | RSM Ret | IND C   | JPN 16  | AUS 12  | MAL 13  | VAL 12 | 17.º | 35    |
| 2009   | 250cc     | Aprilia    | QAT 15  | JPN Ret | SPA Ret | FRA Ret | ITA 11  | CAT 13  | NED 13  | GER 11  | GBR 16  | CZE Ret | IND 12  | RSM 13  | POR 14  | AUS Ret | MAL 9   | VAL 8   |        | 16.º | 41    |
| 2010   | Moto2     | I.C.P.     | QAT 12  | SPA 32  | FRA 14  | ITA 13  | GBR Ret | NED 16  | CAT Ret | GER 11  | CZE 17  | IND 16  | RSM Ret | ARA Ret | JPN Ret | MAL 12  | AUS 20  | POR 2   | VAL 17 | 19.º | 38    |
| ! 2011 | Moto2     | Suter      | QAT 28  | SPA Ret | POR 8   | FRA Ret | CAT 13  | GBR 14  | NED 11  | ITA Ret | GER 17  | CZE Ret |         |         |         |         |         |         |        | 27.º | 18    |
| ! 2011 | Moto2     | Pons Kalex |         |         |         |         |         |         |         |         |         |         | IND 34  | RSM Ret | ARA 22  | JPN -   | AUS -   | MAL -   |        | 27.º | 18    |
| ! 2011 | Moto2     | Moriwaki   |         |         |         |         |         |         |         |         |         |         |         |         |         |         |         |         | VAL 19 | 27.º | 18    |

### Campeonato Mundial de Supersport

#### Carreras por año
| Year | Bike      | 1      | 2       | 3       | 4       | 5       | 6       | 7       | 8       | 9       | 10      | 11      | 12     | 13      | Pos.  | Pts. |
| ---- | --------- | ------ | ------- | ------- | ------- | ------- | ------- | ------- | ------- | ------- | ------- | ------- | ------ | ------- | ----- | ---- |
| 2012 | Triumph   | AUS 8  | ITA 11  | NED 5   | ITA 6   | EUR 12  | SMR 3   | SPA Ret | CZE Ret | GBR 8   | RUS 11  | GER 5   | POR 8  | FRA 6   | 7th   | 96   |
| 2013 | Honda     | AUS 15 | SPA 11  | NED Ret | ITA 17  |         |         |         |         |         |         |         |        |         | 17th  | 34   |
| 2013 | Suzuki    |        |         |         |         | GBR 15  | POR 13  | ITA 9   | RUS C   | GBR 14  | GER 11  | TUR 12  | FRA 10 | SPA Ret | 17th  | 34   |
| 2014 | MV Agusta | AUS    | SPA     | NED     | ITA Ret | GBR     | MAL     | ITA 19  | POR Ret | SPA     |         |         |        |         | NC    | 0    |
| 2014 | Honda     |        |         |         |         |         |         |         |         |         | FRA Ret | QAT     |        |         | NC    | 0    |
| 2015 | MV Agusta | AUS 7  | THA 9   | SPA 6   | NED 9   | ITA Ret | GBR Ret | POR Ret | ITA 5   | MAL 10  | SPA 7   | FRA DNS | QAT 8  |         | 8th   | 67   |
| 2016 | MV Agusta | AUS 6  | THA 6   | SPA Ret | NED 5   | ITA 4   | MAL 9   | GBR 7   | ITA 6   | GER 12  | FRA DNS | SPA     | QAT 10 |         | 8th   | 80   |
| 2017 | MV Agusta | AUS 13 | THA DNS | SPA     | NED     | ITA Ret | GBR 16  | ITA DNS | GER Ret | POR DNS |         |         |        |         | 31st  | 8    |
| 2017 | Yamaha    |        |         |         |         |         |         |         |         |         | FRA 14  | SPA Ret | QAT 13 |         | 31st  | 8    |
| 2018 | Honda     | AUS    | THA     | SPA     | NED     | ITA     | GBR     | CZE 15  | ITA Ret | POR     | FRA     | ARG     | QAT    |         | 31st* | 1*   |